# HD 93427
HD 93427，又名BD+65 803，SAO 15298、HR 4215，是一颗恒星，视星等为6.39，位于銀經141.38，銀緯47.36，其B1900.0坐标为赤經10h 42m 9.2s，赤緯+65° 47.36′ 36″。